# Estación Coronel Francisco Sosa
Coronel Francisco Sosa era una estación ferroviaria con tareas de embarcadero en la localidad de Colonia San Juan, hoy zona rural de General Conesa. Se hallaba en el Departamento Conesa, Provincia de Río Negro, Argentina y fue parte del ramal de trocha angosta Línea Económica al Valle del Río Negro.
La estación era de las pocas edificaciones de material del ramal remolachero junto con San Lorenzo y General Conesa. Poseía un particular estilo colonial fruto de los trabajos de iniciativa privada llevados a cabo por la Compañía Industrial Agrícola  San Lorenzo Limitada, en la construcción del ramal. Sin embargo, fue demolida y solo se conserva en ruinas a la estación San Lorenzo y con buena conservación a la estación El Porvenir de estilo y categoría menor.

## Toponimia
El nombre de este punto homenajea a Francisco Sosa, un destacado militar en las campañas del desierto iniciadas por Juan Manuel de Rosas desde 1833. Por su importante participación fue nominado Coronel al finalizar la contienda.
Por otro lado, en sus inicios intentó ser nombrada Km 107. En tanto, con el crecimiento de la Colonia San Juan también se le impuso ese nombre. Sin embargo, con los años posteriores se definió hacer homenaje al militar argentino. Como conclusión, los itinerarios muestran que esta estación fue el punto que más denominaciones tuvo en el ramal a lo largo de su existencia.

## Datos Geográficos
Se encontraba a 106.6 km de la localidad de General Lorenzo Vintter y estaba ubicada justo en las márgenes de la ruta Nacional 250 casi antes del ingreso a la localidad de Colonia San juan.

## Historia
El ramal entró en funcionamiento en 1933, pero la estación entró en funcionamiento para 1934. Sin embargo, el itinerario no la incluyó entre los puntos operativos del ramal para ese año. Para 1935 fue formalmente abierta. Era de las más importantes estaciones para el ramal ya que como punta de rieles era clave como punto de carga de materias primas para abastecer las colonias productivas y para cargar su producción agrícola. El intenso trabajo de carga de la estación se detuvo con el cierre del Ingenio San Lorenzo en 1941. Desde entonces, funcionó erráticamente como una parada para bajar y subir pasajeros y cargas condicionales hasta 1961 cuando todo el ferrocarril fue clausurado en el marco del plan Larkin impulsado por el radical Arturo Frondizi. Años más tarde todo el ramal sería levantado desde 1968 y con la pavimentación de la ruta Nacional 250 se la demolió para no interferir la traza.

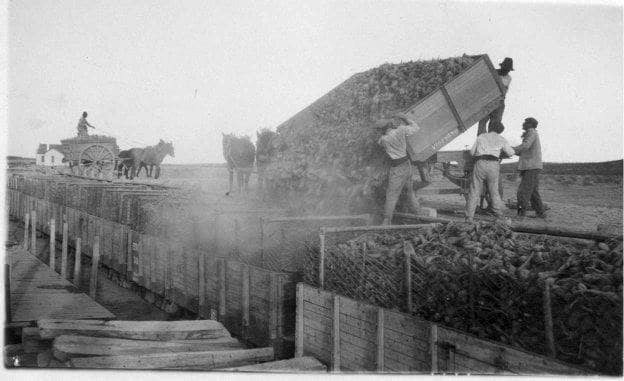
Trabajos de cargas de remolachas con la estación Sosa a lo lejos.

## Infraestructura
Este punto fue clasificado, según un informe de 1958 y datos del itinerario del FCE de 1945 como estación capaz de brindar todos los servicios de este ferrocarril: pasajeros, encomiendas, hacienda y cargas. Esto convirtió a Sosa en una de las estaciones más equipadas de la línea junto a Vintter y San Lorenzo. Sin embargo, los servicios de hacienda fueron suprimidos para 1958 por la caída de la actividad productiva ya aludida. En tanto, para desarrollar sus tareas se valía de:
- Apartaderos de 552 metros de largo.
- Desvíos de 2899 metros.
- Tanque petrolero de capacidad 25m³.
- Triángulo.
- Corral 1.540m².

## Funcionamiento

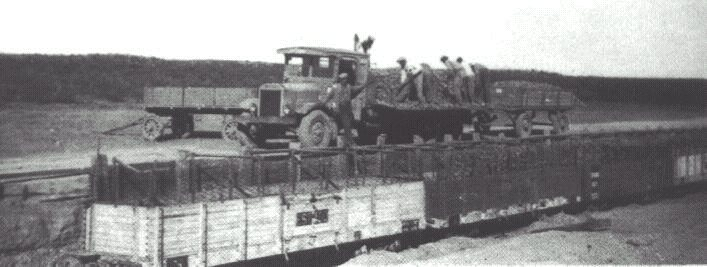
Trabajos de cargas de remolachas en algún desvío o apartadero. Se empleaban desniveles para facilitar la transferencia del camión a los vagones modificados para recibir el producto.

El análisis de documentos como los itinerarios, informes y guías de horarios lo largo del tiempo muestra como fue variando la situación de este punto periodo de tiempo:
El primer itinerario que abordó la línea fue confeccionado el 10 de diciembre de 1934. El mismo, incluye al ramal en las líneas del Estado; sección líneas Patagónicas. En este documento se demuestra que antes de la inauguración de 1935, el ferrocarril ya estaba casi construido y en funcionamiento. De este modo, todos los puntos menos El Porvenir estaban creados y figuraban en el itinerario. Sin embargo, el viaje solo se realizaba para cargas condicionales para el tramo Ingenio/San Lorenzo - Vintter; y desde San Lorenzo en adelante se informaba la leyenda "en construcción" para estaciones Conesa y Sosa que fue aludida como Km 106.5.

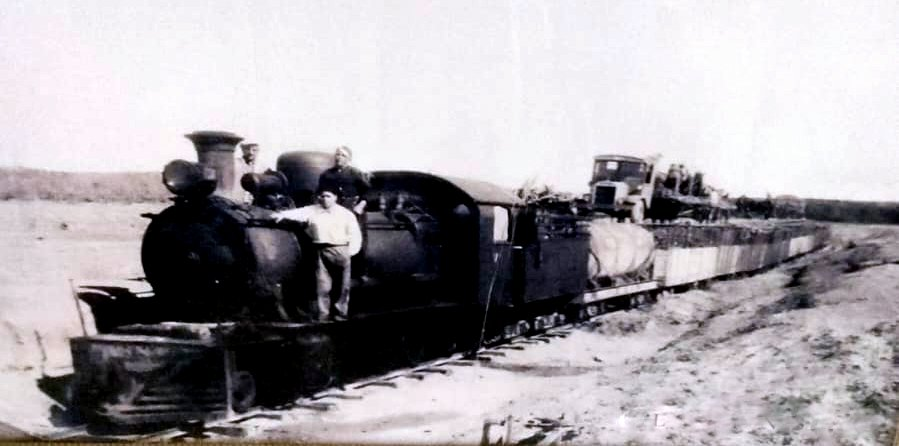
Trabajos de carga de remolachas en algún desvío o estación. Nótese que el tren estaba en desnivel contra los camiones para facilitar la carga

El segundo documento que abordó el ramal fue la guía de horarios de Ferrocarriles del Estado de 1936. En la misma se centró en los servicios de pasajeros. En ella se detalló que el ramal operaba sus servicios con trenes mixtos desde estación Plaza Constitución los jueves desde las 20:15, pasando por estación Carmen de Patagones a las 12:20 y a las 16:17 arribaba a estación General Lorenzo Vintter. Luego, partía de la misma a las 16:50 y terminar el viernes a las 21:20 en Sosa. En tanto, los domingos salía de estación Plaza Constitución a las 20:25, pasando el lunes por estación Carmen de Patagones a las 16:25 y a las 20:17 arribaba a estación General Lorenzo Vintter. Luego, terminaba el martes a las 1:20 en Sosa. Por otro lado, el regreso se producía el jueves a las 3 a. m. desde Sosa y arribo a Vintter a las 7:15 y volver a salir de la misma a las 7:56. Una vez empalmada la trocha ancha se alcanzaba estación Carmen de Patagones a las 10:40 y se concluía en Constitución el viernes a las 10:50 del viernes. En cambio, el domingo la vuelta variaba partiendo a las 8:10 a. m. desde Sosa y finalizando en Vintter a las 12:35. Posteriormente, el viaje continuaba tras un trasbordo volvía a salir de la misma a las 14:03. Una vez empalmada la trocha ancha se alcanzaba estación Carmen de Patagones a las 17:00 y se concluía en Constitución el viernes a las 11:00 del lunes. Las formaciones de trenes mixtos unían, en el viaje más veloz, la distancia con El Porvenir en 12 minutos. Por otro lado, la estación fue aludida como Km 107 y entre paréntesis se colocó el nombre San Juan, siendo su uso inicial como secundario. Esta situación se mantuvo hasta el itinerario de 1952.
El tercer documento que abordó el ramal fue la guía de horarios de Ferrocarriles del Estado de 1938. En la misma no se detalló grandes diferencias respecto a la guía anterior. No obstante, hubo una mejoría en los tiempos de transbordos y ramal continuó operaba sus servicios con trenes mixtos desde estación Plaza Constitución.
El itinerario de Ferrocarriles del Estado del 15 de diciembre de 1940 fue el último registro antes del cierre del ingenio y la caída de actividad. En el mismo no se hizo mención a Plaza Constitución como destino y se redujo los tiempos de trenes mixtos. El primer viaje partía los sábados desde Vintter a las 16:00 y finalizaba a las 20:30 en Sosa. En tanto, el segundo partía el martes a las 20:50 y tenía arribo el día miércoles a las 1:20 a Sosa. Por otro lado, el regreso se producía el viernes a las 4:40 a. m. desde Sosa y arribaba a Vintter a las 9:10. Mientras que el lunes el regreso paría a las 10 a. m. desde Sosa y finalización en Vintter a las 14:30. En tanto, la distancia con El Porvenir se mantuvo en 12 minutos.
El itinerario del 3 de enero de 1946 abordó las líneas del Estado y se concentró en las Líneas Patagónicas. Puntualmente, el ferrocarril mostraba el descenso de la actividad producto del cierre del ingenio. Esto se demuestra en que las frecuencias se habían reducido a solo un día para trenes mixtos de pasajeros y su servicio de cargas pasó a ser condicional en un solo día a la semana. En cuanto al servicio de pasajeros, era operado por trenes mixtos en forma ascendente los sábados desde Vintter a las 16:15  y arribando a Sosa desde las 20:45. El descenso iniciaba el lunes desde Sosa a las 9:15 y terminando en Vintter a las 13:45 con una notable reducción de los tiempos. Por otro lado, se describió por primera vez al viaje de cargas pasaron a ser condicionales y partían desde Vintter los martes a las 12:00 y arribo a Sosa a las 18:05. Mientras que el regreso se ejecutaba el miércoles desde Sosa a las 9:00 y culminación en Vintter a las 15:25. El tren tardaba en unir en el viaje de pasajeros la distancia con El Porvenir en 12 minutos, mientras que se necesitaba 18 minutos más para las cargas. Por otro lado, a partir de este documento la estación alcanzó la denominación de Coronel Francisco Sosa en contraposición a los otros 2 nombres históricos. Por último, el itinerario informó que solo las estaciones General Lorenzo Vintter y General Conesa tenían personal para manejar a los demás puntos, cayendo esta estación en responsabilidad de Conesa.
El mismo itinerario con fecha el 15 de diciembre de 1946 fue presentado por otra editorial. En este documento se hizo mención menos detallada de los servicios de pasajeros de este ferrocarril y se omitió el servicio de cargas. La otra gran diferencia es que se volvió a describir la combinación con Bs. As. De este modo, el viaje partía desde Constitución el viernes a las 17:52, luego el sábado a las 11:50 se alcanzaba Carmen de Patagones y a las 15:49 se arribaba Vintter. Posteriormente, tras un trasbordo se partía desde Vintter a las 16:15 para alcanzar la punta de riel Sosa a las 20:45. Finalmente, la vuelta se producía el lunes desde Sosa a las 9:15 y arribo a Vintter a las 13:45. Luego, se transbordaba para partir en la vía ancha desde Vintter a las 14:58 y arribaba a Constitución a las 14:05 del martes.
El itinerario del 13 de diciembre de 1948 repitió las mismas condiciones que en itinerario anterior de 1946 y fue el último documento que describió el ramal interno al Ingenio San Lorenzo; aunque se repitió los mismos datos del itinerario de 1940.
El itinerario del 26 de mayo de 1952 abordó las líneas del Ferrocarril Roca que incluyó al ramal. El documento continuó informando que el ferrocarril seguía con una sola frecuencias para trenes mixtos de pasajeros y su servicio de cargas aun era condicional en un solo día a la semana y se realizó la supresión del ramal al ingenio que partía desde esta estación. Los tiempos y condiciones de la línea continuaron sin modificaciones.
El último itinerario fue el de 1960 y constituye el último registro de la línea. En el documento se ve a la línea completamente integrada en el mapa de Ferrocarril Roca y no se volvió a informar del empalme y el ramal al ingenio. Esto confirmó la clausura notificada en el informe de 1958. El itinerario suprimió el viaje de cargas y dejó un solo viaje en trenes mixtos. De este modo, el único viaje en trenes mixtos partía desde Vintter a las 17:30 y tenía y arribo a Sosa a las 21:50. En tanto, el regreso desde Sosa se efectuaba los jueves desde las 7:10 y culminación en Vintter a las 11:40. Las distancias continuaron sin modificaciones; siendo el viaje a Sosa hecho en 12 minutos. Por último el itinerario tildó a este punto como embarcadero, una categoría que denotaba menos movimientos de cargas y pasajeros respecto a una estación simple.